# 日本バウンドテニス協会
一般財団法人日本バウンドテニス協会は日本におけるバウンドテニスを統括する団体である。日本スポーツ協会に加盟している。

## 沿革
- 1981年 - 設立
- 1992年6月 - 日本体育協会に準加盟
- 2001年6月 - 日本体育協会に正式加盟

## 大会
- 全日本バウンドテニス選手権大会